# Поланд (Охајо)
Поланд (енгл. Poland) град је у америчкој савезној држави Охајо.

## Демографија
По попису из 2010. године број становника је 2.555, што је 311 (-10,9%) становника мање него 2000. године.
| Група             | 2000.         | 2010.         |
| Белци             | 2.817 (98,3%) | 2.496 (97,7%) |
| Афроамериканци    | 7 (0,2%)      | 6 (0,2%)      |
| Азијати           | 3 (0,1%)      | 9 (0,4%)      |
| Хиспаноамериканци | 28 (1,0%)     | 29 (1,1%)     |
| Укупно            | 2.866         | 2.555         |